# リレー小説
リレー小説（リレーしょうせつ）は小説の形式。

## 概要
複数の人によって一つの小説を書き上げる。自身は前の人が途中まで書き上げた小説に短い文章を書き加えて次の人にリレーするというもの。全国の高校の部活動で、交流の目的で行われることもある。
1999年には宮部みゆき、中村隆資、鳴海丈、火坂雅志、安部龍太郎、宮本昌孝、東郷隆によるリレー小説作品『運命の剣 のきばしら』が出版される。
2014年には笠井潔、岩崎正吾、北村薫、若竹七海、法月綸太郎、巽昌章によるリレー小説作品『吹雪の山荘』が出版される。
『ラノベ部』、『僕は友達が少ない』など、登場人物がリレー小説を書くという内容の作品もある。